# 이상진 (1614년)
이상진(李尙眞, 1614년 ~ 1690년)은 조선의 문신이다. 본관은 전의(全義). 자는 천득(天得), 호는 만암(晩庵)이다. 1678년(숙종 4) 우의정을 지냈다.

## 생애
1645년(인조 23) 별시 문과에 병과로 급제하여 검열과 대교를 거쳐 효종 때 정언으로 올랐고 사서, 지평, 정언, 집의를 거쳐 승지에 이르고 이후 동부승지로 발탁되어, 경상도관찰사를 지내고 한성부우윤을 지낸 뒤 대사간을 거쳐 형조참판, 이조참판을 거쳐 현종 때 대사간이 되고 대사성을 거쳐 다시 경상도관찰사가 되는데 이후 이조참판을 지내고 한성부우윤, 대사간, 대사헌 등을 지낸 뒤 동지춘추관사를 겸하고 이후 다시 대사헌이 되었다. 연이어 한성부우윤이 되고 연이어 함경도관찰사가 되었다. 연이어 대사간, 대사헌, 이조참판이 되는데 이후 공조참판을 거쳐 대사헌으로 다시 임명된다. 연이어 대사간으로 있다가 수원부사가 되고 경상도관찰사로 외직에 있다가 예조참판을 거쳐 대사헌, 병조판서, 이조판서, 우참찬을 지내고 다시 숙종 때 대사헌, 이조판서, 우참찬, 좌침찬을 지낸 뒤 병조판서와 공조판서를 거쳐 판중추부사가 되었다. 이후 좌참찬, 우참찬을 지냈다. 이후 판의금부사, 이조판서를 거쳐 우의정이 되었고 곧 판중추부사를 거쳐 영중추부사가 되며 서인의 실질적인 영수가 되지만 기사환국 이후 귀양을 갔다가 1690년, 소결로 용서되어 옛집에 은거하다가 세상을 떠났다. 사후 갑술환국이 일어나자 복권이 되었다. 시호는 충정(忠貞)이다.